# Saga pedo
Saga pedo är en insektsart som först beskrevs av Peter Simon Pallas 1771.  Saga pedo ingår i släktet Saga och familjen vårtbitare. IUCN kategoriserar arten globalt som sårbar. Inga underarter finns listade i Catalogue of Life.

## Bildgalleri

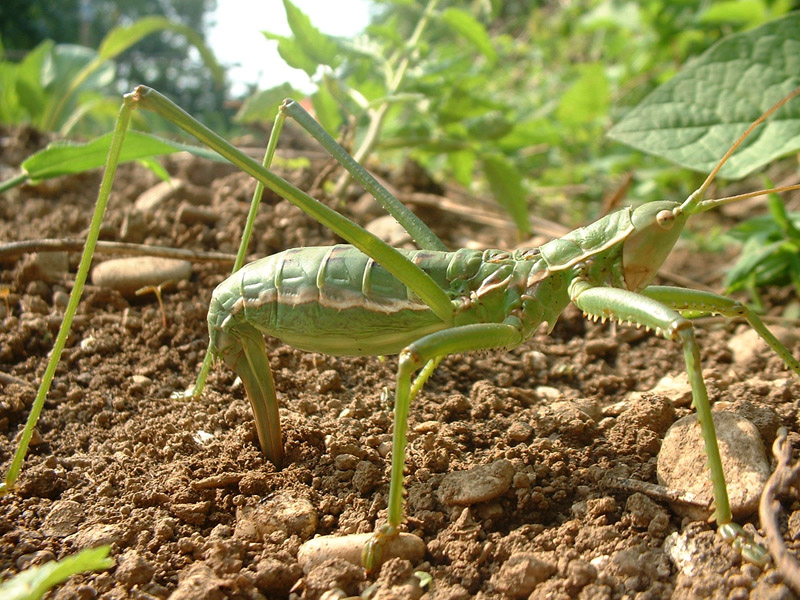
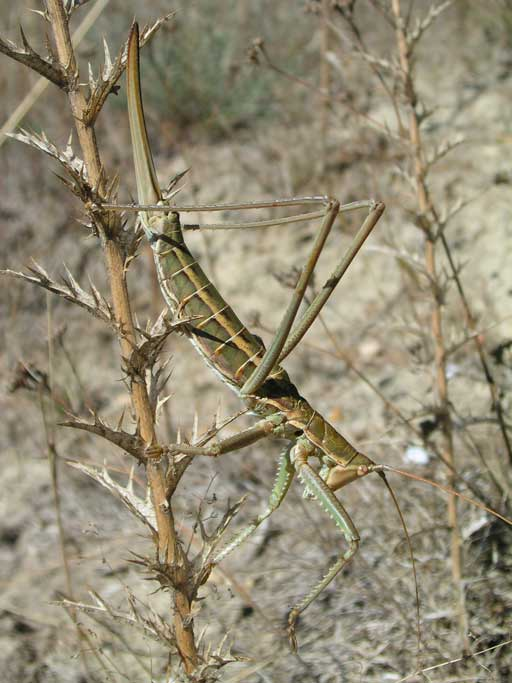
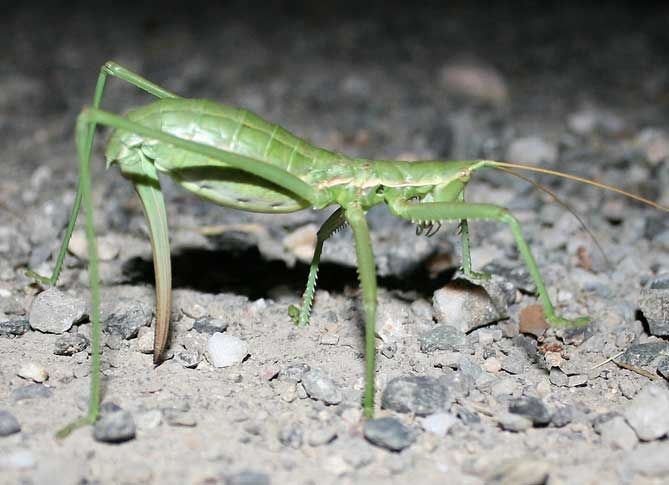
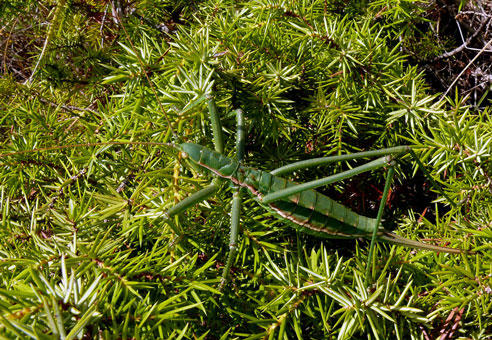
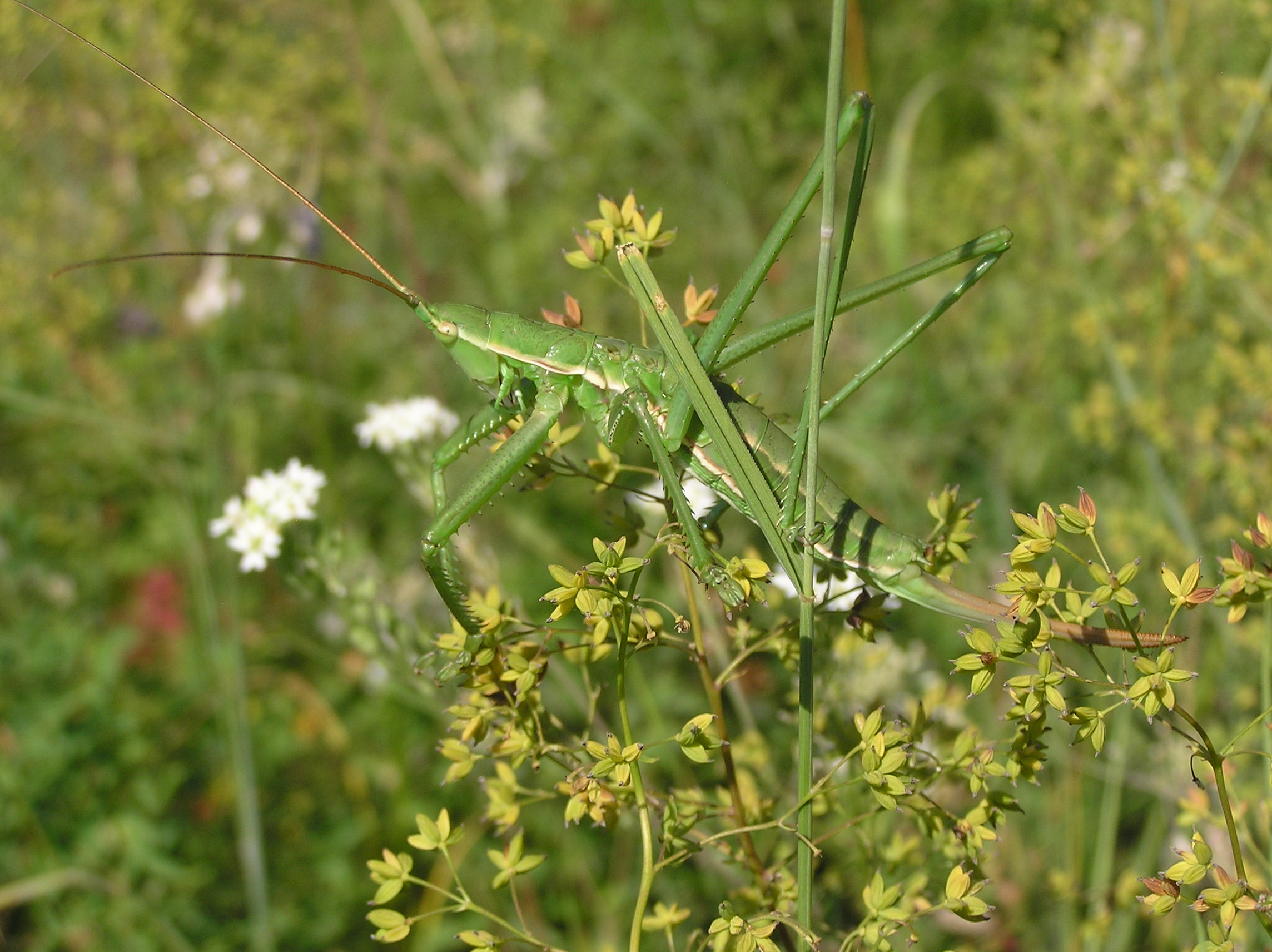
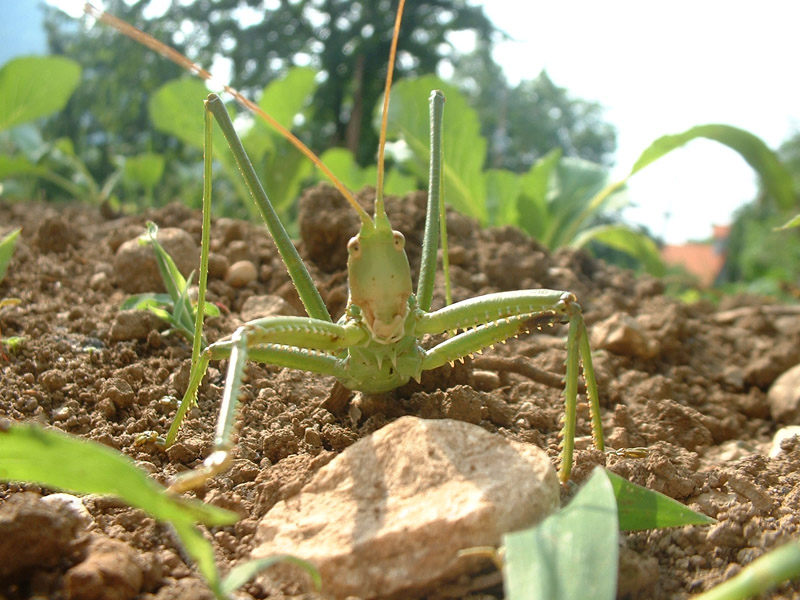